# 獨自在城市裡生活 / 愛情是更嶄新的
《獨自在城市裡生活 / 愛情是更嶄新的》（都会の一人暮らし / 愛ってもっと斬新）是日本女子偶像組合℃-ute的第23張單曲，於2013年11月6日由zetima發售。

## 概要
- 《獨自在城市裡生活 / 愛情是更嶄新的》是℃-ute第二張2A單曲。
- 《獨自在城市裡生活》於℃-ute武道館演唱會「℃-ute 武道館Concert 2013 『Queen of J-POP ～女戰士駕到～』」首次披露。
- 此單曲有6個版本，分別有初回生產限定盤A、B、C、D和通常盤A、B。「初回生產限定盤A」收錄了《獨自在城市裡生活》的PV；「初回生產限定盤B」收錄了《愛情是更嶄新的》的PV；「初回生產限定盤C」收錄了《獨自在城市裡生活》、《愛情是更嶄新的》的PV。
- 「初回生產限定盤A至C」和「通常盤A」收錄了B面曲《Please, love me more!》；「初回生產限定盤D」和「通常盤B」收錄了B面曲《誘惑的假日》。
- 在2013年11月18日於Oricon公信榜單曲週榜取得第3名。

## 收錄内容

### CD

#### 初回生產限定盤A / B / C / 通常盤A
1. 獨自在城市裡生活
（作詞、作曲：淳君 編曲：鈴木俊介）
2. 愛情是更嶄新的
（作詞、作曲：淳君 編曲：平田祥一郎）
3. Please, love me more!
（作詞、作曲：淳君 編曲：江上浩太郎）
4. 獨自在城市裡生活（Instrumental）
5. 愛情是更嶄新的（Instrumental）

#### 初回生產限定盤D / 通常盤B
1. 獨自在城市裡生活
2. 愛情是更嶄新的
3. 誘惑的假日（誘惑の休日）
（作詞、作曲：淳君 編曲：原田ナオ）
4. 獨自在城市裡生活（Instrumental）
5. 愛情是更嶄新的（Instrumental）

### DVD

#### 初回生產限定盤A
1. 獨自在城市裡生活（PV）
2. 獨自在城市裡生活（Dance Shot Ver.）

#### 初回生產限定盤B
1. 愛情是更嶄新的（PV）
2. 愛情是更嶄新的（Dance Shot Ver.）

#### 初回生產限定盤C
1. 獨自在城市裡生活（Close-up Ver.）
2. 愛情是更嶄新的（Close-up Ver.）
3. 獨自在城市裡生活 / 愛情是更嶄新的（Jacket Making of, MV Making of & Off-Shot Video）

## 外部連結
- 早安家族官方網站 （页面存档备份，存于）（日語）